# Greenland (New Hampshire)
Greenland – miasto w Stanach Zjednoczonych, w stanie New Hampshire, w hrabstwie Rockingham.